# Короновский, Николай Владимирович
Николай Владимирович Короновский (4 июля 1933, Ленинград — 25 февраля 2023, Москва) — геолог, специалист в области геотектоники, магматизма и региональной геологии, профессор МГУ, заслуженный деятель науки России (1993), лауреат премии имени А. Д. Архангельского (1997), академик РАЕН.

## Биография
Родился 4 июля 1933 года в Ленинграде. После блокады переехал в Москву.
В 1956 году окончил с отличием Геологический факультет МГУ по специальности «геологическая съемка и поиск полезных ископаемых». Остался работать на геологическом факультете МГУ. Читал лекции по курсам «Структурная геология и геологическое картирование», «Историческая геология», «Геология СССР», «Общая геология», «Тектоника и магматизм», «Планета Земля» (для магистров). Участвовал в Крымской геологической практике для студентов.
В 1964 году — защитил кандидатскую (была посвящена плиоцен-четвертичному вулканизму Большого Кавказа), а в 1980 году — докторскую диссертацию (тема: «Кайнозойский вулканизм Альпийского пояса Евразии») в области геолого-минералогических наук, в 1986 году — присвоено учёное звание профессора.
С 1986 года — заведующий кафедрой динамической геологии геологического факультета МГУ.
Область научных интересов — региональная геология и геологическая съёмка, орогенный вулканизм и его соотношения с тектоникой и геодинамикой.
Занимался региональной геологией, неотектоникой, структурной геологией, сейсмотектоникой, коллизионным магматизмом. Основные научные результаты получены по орогенному вулканизму Альпийского пояса Евразии и, в особенности Кавказа и Карпат, где впервые была выявлена подробная стратиграфия вулканогенных толщ, их тектоническая позиция, связь с геодинамикой. Установлено, что именно субмеридиональное сжатие Кавказа, за счёт продвижения к северу выступа Аравийского плиты, обусловило наличие меридионально ориентированных зон растяжения и присдвиговых участков растяжений, с которыми и связан известково-щелочной вулканизм, впервые выделенный в особый — коллиционный тип. Подобная же закономерность установлена для всего Альпийского пояса, за исключением Тирренского моря и Кикладской островной дуги в Эгейском море. Весомым достижением явилось решение проблемы кислых игнимбритов для многих районов Альпийского пояса, в том числе выявление распространения этих пород, установление их генезиса. Много внимания уделил изучению развития и становления современной структуры передовых прогибов, в том числе Терско-Каспийского, где впервые был установлен бескорневой характер антиклинальных складок и выявлен механизм их образования в контексте регионального развития Кавказа.
Уделяет много внимания вопросам неотектоники, сейсмотектоники, проблеме моделирования «слепых» надвигов и зон срыва в толщах разной компетентности, а также использованию дистанционных методов для решения проблем неотектоники.
Выступал с лекциями в университетах Греции, Голландии, Норвегии, Мексики, Германии, Болгарии, Канады, Венгрии и др., нефтяных компаниях Израиля и США. Им составлена программа геологии для школ, опубликована книга для школьников «Геология — это интересно», при его участии и под его редакцией издан том «Геология» Детской энциклопедии.
Под его руководством защищено 18 кандидатских и 3 докторские диссертации.
Умер 25 февраля 2023 года. Прощание состоялось 1 марта в Хованском крематории. Прах захоронен на Востряковском кладбище.

## Награды и премии
- 1993 — Заслуженный деятель науки Российской Федерации
- 1994 — присуждена грамота и звание «Соросовский профессор в области наук о Земле», 20 ноября 1994
- 1997 — Премия имени А. Д. Архангельского, за серию работ по региональной геологии
- 2003 — Почётный разведчик недр РФ
- 2006 — Заслуженный работник высшей школы Российской Федерации
- 2007 — Лауреат Ломоносовской премии[6].

## Членство в организациях
- Член КПСС
- Член президиума УМО[прояснить] по высшему геологическому образованию РФ, председатель секции УМО по специальности «Геология».
- Член бюро Тектонического комитета России.
- Член Ученого Совета Геологического факультета МГУ.
- Член 2 специализированных советов при МГУ и в университете «Дубна».
- Член редколлегии журналов «Геотектоника» и «Вестник Московского университета». Серия Геология.